# U.S. Customs and Border Protection
U.S. Customs and Border Protection (dosł. z ang. Urząd Celny i Ochrony Granic) – federalna agencja rządowa USA, pod Departamentem Bezpieczeństwa Krajowego Stanów Zjednoczonych. Agencja ta zajmuje się cłem, i przestrzeganiem praw związanych z handlem, cłami i przekraczaniem granic. Zatrudnia ponad 60 000 osób w tym ponad 45 000 funkcjonariuszy publicznych.